# 826 Henrika
826 Henrika је астероид главног астероидног појаса са пречником од приближно 19,28 .
Афел астероида је на удаљености од 3,263 астрономских јединица (АЈ) од Сунца, а перихел на 2,165 АЈ. 
Ексцентрицитет орбите износи 0,202, инклинација (нагиб) орбите у односу на раван еклиптике 7,110 степени, а орбитални период износи 1633,562 дана (4,472 године). 
Апсолутна магнитуда астероида је 11,30 а геометријски албедо 0,143.
Астероид је откривен 28. априла 1916. године.